# Ponte Hintze Ribeiro
A Ponte Hintze Ribeiro, também conhecida como Ponte de Entre-os-Rios foi uma ponte destinada a unir as margens de Entre-os-Rios, em Penafiel (a norte), e o lugar de Boure, em Castelo de Paiva (a sul) sobre o rio Douro, em Portugal, tendo sido iniciada a sua construção em 1884 e a sua inauguração em 1887. A ponte colapsou a 4 de março de 2001, num acidente que provocou 59 mortes. Atualmente existe outra ponte no local também ela denominada de ponte Hintze Ribeiro.

## História
A ponte foi projetada pelo engenheiro António de Araújo e Silva e a sua construção iniciou-se em 1884, tendo a empreitada ficado a cargo da empresa belga "Société Anonyme Internationale de Construction et Entreprise de Travaux Publics", de Braine-le-Comte. O nome da ponte ficou a dever-se a Ernesto Hintze Ribeiro, político monárquico açoriano responsável pela sua encomenda e que, mais tarde, chegou a ser primeiro-ministro de Portugal.

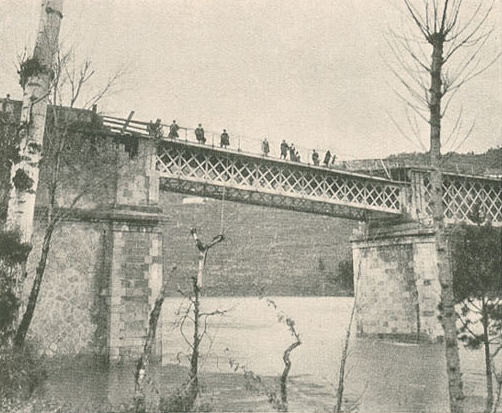
Aspecto da Ponte Hintze Ribeiro após ter sido dinamitada por revolucionários monárquicos em 1919, sendo visíveis os danos no tabuleiro

Apesar de, oficialmente, a ponte só ter entrado ao serviço em 1887, em dezembro de 1886 já tinha passado sobre o tabuleiro uma diligência que ligou Cete a Sobrado de Paiva.
Em 1919, a ponte foi parcialmente dinamitada por ocasião da revolta monárquica do Norte, tendo sofrido danos no tramo extremo do tabuleiro do lado da margem esquerda, assim como num dos pilares. Em março de 1928, foi feita uma reparação na estrutura e, em 1959, realizada uma obra de alargamento da faixa de rodagem. Já mais recentemente, em 1990, a Ponte Hintze Ribeiro esteve encerrada ao trânsito, para que pudesse ser feitas reparações no piso. Esta intervenção não impediu, contudo, que poucos anos depois a população e responsáveis locais reclamassem por uma vistoria e obras na ponte, que começava a dar sinais de alguma degradação.
A Ponte Hintze Ribeiro tinha um comprimento de 336 metros, dividido por cinco tramos (algo que fica entre dois apoios) intermédios de 50 metros de vão, feitos em viga contínua, e dois tramos extremos de 25 metros de vão apoiados e dois encontros, um de 12,5 metros na margem direita) e outro de 23,5 metros (na margem esquerda).
A plataforma superior da ponte, destinada ao tráfego rodoviário, tinha uma largura aproximada de 5,9 metros, já com os passeios para peões incluídos, o que impossibilitava o cruzamento de veículos pesados. A estrutura da ponte consistia num tabuleiro metálico de ferro, sobre o qual assentava uma laje de betão, ou seja, o pavimento destinado à circulação de veículos.
Os tramos intermédios do tabuleiro apoiam-se em seis pilares de alvenaria de granito revestida a cantaria de granito, enquanto os dois tramos extremos se apoiam em encontros de pedra de granito e nos pilares adjacentes.

## O colapso

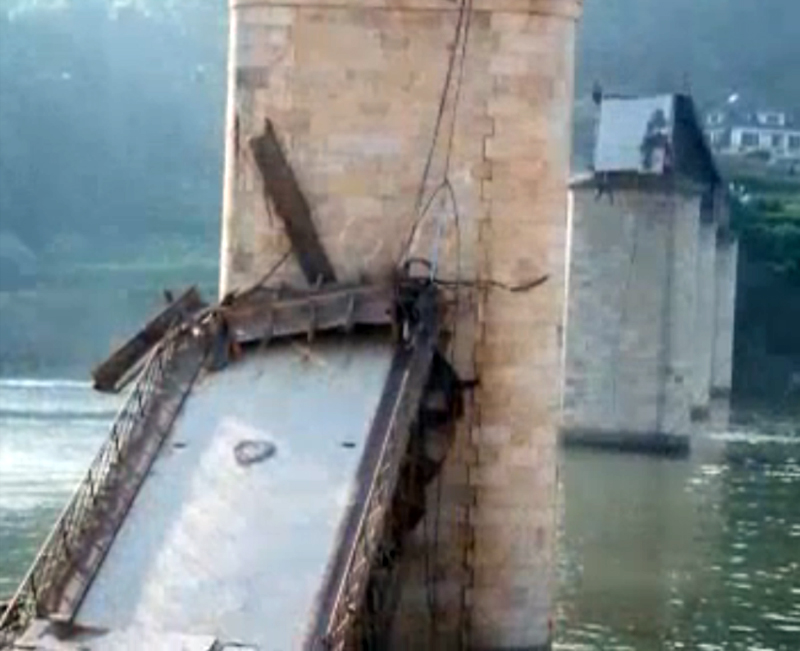
A Ponte Hintze Ribeiro após a sua queda em 2001.

Até então bastante desconhecida, a ponte Hintze Ribeiro tornou-se mundialmente conhecida no dia 4 de março de 2001, quando um dos pilares desabou, levando à queda de parte do tabuleiro no rio Douro. A tragédia ocorreu depois de muitos dias de chuva intensa e consequente aumento do caudal e da corrente do rio. Um autocarro e três carros caíram desamparados ao rio e, ao todo, morreram 59 pessoas. Embora ninguém fosse condenado pelo desastre, este ficou a dever-se ao excesso de extração de areias e à falta de vistorias e recuperação dos pilares por parte das entidades competentes, o que levou à demissão do Ministro do Equipamento Social da altura, Jorge Coelho.
Ficou decidida, pelo Governo de então, a recuperação da Ponte Hintze Ribeiro e a construção de uma travessia nova, nas imediações, de uma réplica da anterior, com estrutura reforçada. A nova ponte foi inaugurada em maio de 2002. Até lá, as margens foram unidas por um sistema de ferry-boats.

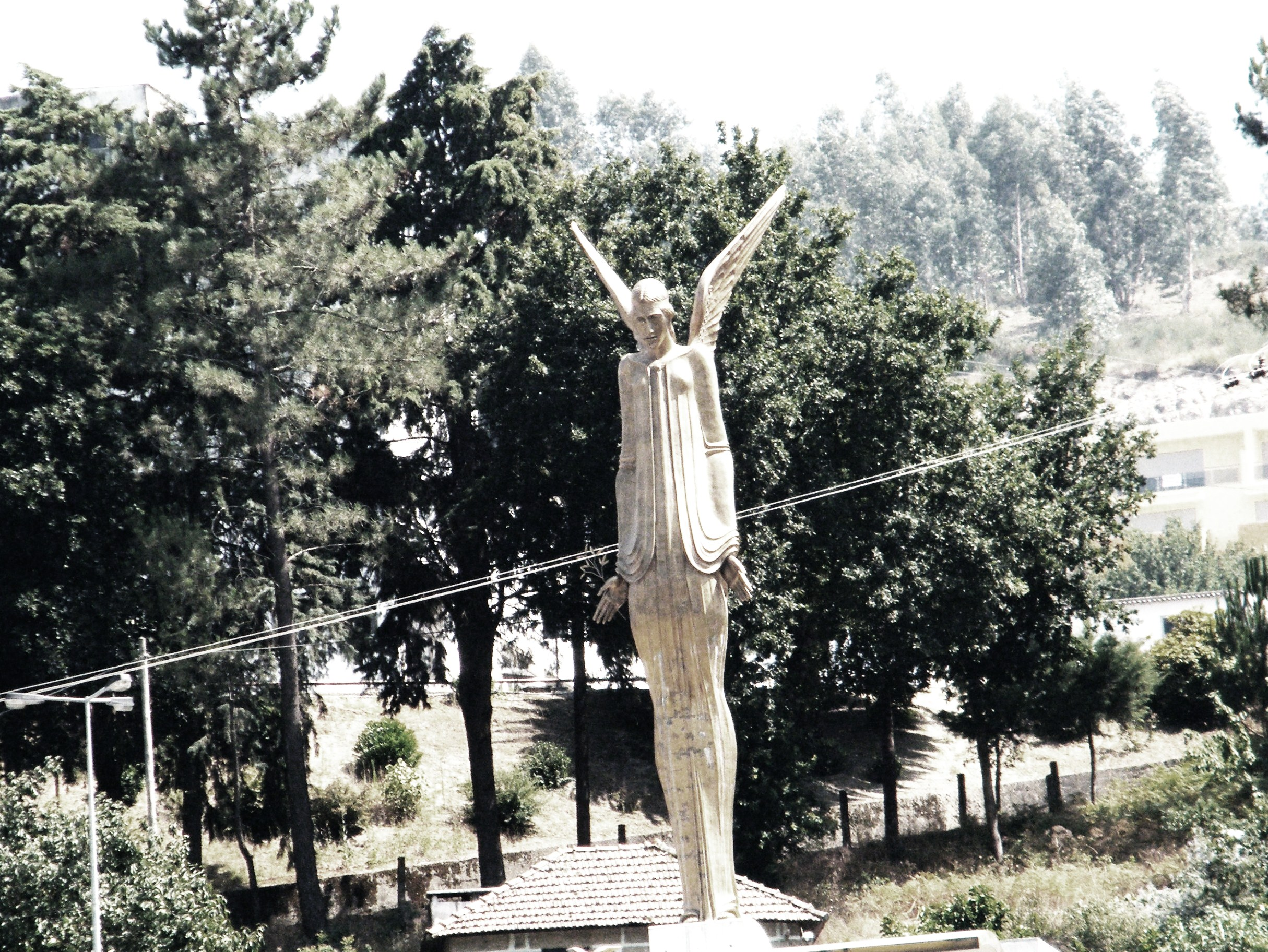
Monumento em homenagem às vítimas da tragédia de Entre-os-Rios

No local do acidente, foi erigido um memorial às vítimas da tragédia de Entre-os-Rios, que consiste num anjo com 12 metros de altura e 10 toneladas de peso, este Anjo, inspirado no Anjo Custódio, denominado por D. Manuel I o Anjo de Portugal, simboliza a paz da saudade, protetor e fiel guardião de todos aqueles que dele necessitam ou venham a necessitar. Da autoria do escultor Laureano Ribatua, é a maior escultura em bronze realizada em Portugal. Esta escultura simboliza também, segundo Paulo Teixeira, na altura Presidente da Câmara Municipal de Castelo de Paiva, "a forma como o poder central deve olhar para o interior".

## Ligações Externas
- Associação dos Familiares das Vítimas da Tragédia de Entre-os-Rios